# 14 de abril. La República
14 de abril. La República és una sèrie de televisió emesa a Televisió Espanyola, ambientada durant la Segona República Espanyola. És una seqüela de La Señora seguint amb alguns dels seus personatges. Estrenada la primera temporada el 24 de gener de 2011. Un cop finalitzada la primera temporada es va gravar, a continuació, la segona temporada però durant els set anys de govern del partit popular no es va emetre. Finalment, amb el canvi de govern, la segona temporada es va estrenar el 3 de novembre de 2018.

## Argument
La sèrie segueix les trames d'un nou nucli familiar protagonista, els De la Torre, una prestigiosa família que viu a Madrid. República recollirà també els conflictes originats a conseqüència de la reforma agrària.
Tots aquests moments estan vinculats al naixement d'una gran història d'amor que tindrà al protagonista, Fernando de la Torre, entre l'amor de dues dones, Alejandra i Mercedes, cosa que l'enfrontarà amb el seu millor amic, Jesús Prado.
La sèrie compta amb una sèrie de personatges de la senyora com Encarna, Ventura i Hugo de Viana, interpretats pels mateixos intèrprets.

## Repartiment
- Fernando de la Torre (Félix Gómez)
- Alejandra Prado (Verónica Sánchez)
- Mercedes León (Mariona Ribas)
- Jesús Prado (Alejo Sauras)
- Encarna (Lucía Jiménez)
- Agustín de la Torre (Héctor Colomé)
- Leocadia (Cristina de Inza)
- Antonio Prado (Álex Angulo)
- Ventura (Fernando Cayo)
- Paco Rubio (Vicente Romero)
- Amparo Romero (Marta Belaustegui)
- Beatriz de la Torre (Úrsula Corberó)
- Rafael Mesa (Guillermo Ortega)
- María del Pilar (Ana Villa)
- Ludi (Mónica Vedia)
- Hugo de Viana (Raúl Peña)
- Isabel (Carolina Lapausa)
- Mateo (Biel Durán)
- Fernando Alcázar (Víctor Clavijo)
- Alfonso (Elio González)
- Nieves (María Cotiello)

## Episodis i audiències[4]

### Temporada 1
| Capítol | Títol                                             | Data d'emissió               | Audiència | Share |
| ------- | ------------------------------------------------- | ---------------------------- | --------- | ----- |
| 1       | La decisión                                       | Dilluns 24 de gener de 2011  | 4.020.000 | 19,2% |
| 2       | El precio del crédito                             | Dilluns 31 de gener de 2011  | 3.679.000 | 17,4% |
| 3       | La propuesta de Fernando                          | Dilluns 7 de febrer de 2011  | 3.413.000 | 16,5% |
| 4       | Tiempo de cambios                                 | Dilluns 14 de febrer de 2011 | 3.370.000 | 16,3% |
| 5       | Lo inevitable                                     | Dilluns 21 de febrer de 2011 | 3.605.000 | 17,5% |
| 6       | La senda de los secretos                          | Dilluns 28 de febrer de 2011 | 3.518.000 | 17,0% |
| 7       | Un tema íntimo y personal                         | Dilluns 7 de març de 2011    | 3.282.000 | 15,9% |
| 8       | El animal interior                                | Dilluns 14 de març de 2011   | 3.388.000 | 16,6% |
| 9       | Hermanos. Enemigos                                | Dilluns 21 de març de 2011   | 3.423.000 | 16,7% |
| 10      | Intento frustrado                                 | Dilluns 28 de març de 2011   | 3.634.000 | 17,2% |
| 11      | Soledades, búsquedas y otras pequeñas salvaciones | Dilluns 4 d'abril de 2011    | 3.400.000 | 16,4% |
| 12      | Encrucijadas ventajosas                           | Dilluns 11 d'abril de 2011   | 3.457.000 | 16,8% |
| 13      | Quien siembra vientos                             | Dilluns 18 d'abril de 2011   | 3.514.000 | 18,2% |

### Temporada 2
| Capítol | Títol                    | Data d'emissió                  | Audiència | Share |
| ------- | ------------------------ | ------------------------------- | --------- | ----- |
| 1       | Promesas                 | Dissabte 3 de novembre de 2018  | 1.024.000 | 6,9 % |
| 2       | La última noche          | Dissabte 10 de novembre de 2018 | 894.000   | 5,8 % |
| 3       | Vivir sin ti             | Dissabte 17 de novembre de 2018 | 891.000   | 5,5 % |
| 4       | Lobos                    | Dissabte 24 de novembre de 2018 | 826.000   | 5,3 % |
| 5       | Decisiones               | Dissabte 1 de desembre de 2018  | 785.000   | 4,7 % |
| 6       | Ascenso y caída          | Dissabte 8 de desembre de 2018  | 785.000   | 5,2 % |
| 7       | Ojo por ojo              | Dissabte 15 de desembre de 2018 | 815.000   | 5,7 % |
| 8       | Ni Dios ni amo           | Dissabte 15 de desembre de 2018 | 815.000   | 5,7 % |
| 9       | Revolución               | Dissabte 22 de desembre de 2018 | 1.026.000 | 7,3 % |
| 10      | Secretos                 | Dissabte 22 de desembre de 2018 | 1.026.000 | 7,3 % |
| 11      | Al amanecer              | Dissabte 29 de desembre de 2018 | 1.148.000 | 8,4 % |
| 12      | Vergüenzas               | Dissabte 29 de desembre de 2018 | 1.148.000 | 8,4 % |
| 13      | Temores                  | Dissabte 5 de gener de 2019     | 810.000   | 6,2 % |
| 14      | Grandes esperanzas       | Dissabte 5 de gener de 2019     | 810.000   | 6,2 % |
| 15      | Hacia una vida nueva     | Dissabte 19 de gener de 2019    | 956.000   | 6,1 % |
| 16      | Culpables                | Dissabte 19 de gener de 2019    | 956.000   | 6,1 % |
| 17      | Palabras contra pistolas | Dissabte 26 de gener de 2019    | 1.043.000 | 7,3 % |